# Гальченко Сергій Анастасійович
Сергі́й Анаста́сійович Га́льченко (нар. 12 серпня 1947, с. Пустовіти Миронівський район Київська область) — український літературознавець, кандидат філологічних наук (1987), архівіст. Заслужений працівник культури України (2001). Член Національної спілки письменників України (2000).

## Із життєпису
Закінчив філологічний факультет Київського педінституту (1970).
Учителював. Від 1972 року працював старшим науковим співробітником, у 1973—1982 роках — завідувач відділу публікацій та використання документів Центрального державного архіву-музею літератури і мистецтва України.
Дослідник, з 1982 року працював у Інституті літератури ім. Т. Г.  Шевченка НАН України, обіймаючи в різний час посади молодшого наукового співробітника, вченого хранителя фондів відділу рукописів 1982—1993), завідувача відділу рукописних фондів і текстології (1993–2003), від 2005 — провідний науковий співробітник цього відділу.
Кандидат філологічних наук (09.06.1987, спеціальність — українська література). Старший науковий співробітник (27.06.1996). 	
2000—2005 — генеральний директор Національного музею Тараса Шевченка (м. Київ).
З 1 січня 2006 року — заступник директора з наукової та видавничої діяльності Інституту літератури ім. Т. Г. Шевченка НАН України.
2014 року невдало балотувався від Ліберальної партії України на мажоритарному окрузі 93. Брав участь у роботі колегіальних органів НАН України: з 26.12.2017 — член Вченої ради Інституту літератури ім. Т. Г. Шевченка НАН України; з 01.01.2020 — член Наукової ради НАН України з проблеми «Класична спадщина і сучасна художня література» (Інститут літератури).
Працював на «UA:Радіо Культура» ведучим передачі «Таємниці архівних манускриптів» (2019—2022).

## Творчий доробок
Автор книжки «Грані великого таланту. До 100-річчя від дня народження П. Г. Тичини» (К, 1990); упорядник і автор коментарів численних збірок творів Т. Шевченка, В. Винниченка, П. Тичини, В. Сосюри, Остапа Вишні, М. Івченка, М. Драй-Хмари, М. Вороного та інших.
Гальченко С. А. — автор монографії «Текстологія поетичних творів П. Г. Тичини» (К., 1990). Автор сценаріїв і ведучий теле- і радіопрограм літературно-мистецького спрямування («Музеї України», «Скарби літературних архівів»). У 2000—2010 роках працював над виданням спадщини Т. Шевченка, здійснив ряд факсимільних та інших оригінальних видань. Альбом-каталог «Повернені шевченківські раритети» (2010) здобув високу оцінку фахівців-шевченкознавців.

## Нагороди
- Орден «За заслуги» III ступеня (2017)
- Почесне звання «Заслужений працівник культури України» (2001)
- Почесна грамота Верховної Ради України (2006)
- Премія імені Івана Франка у галузі інформаційної діяльності (2009)
- Лауреат Державної премії України в галузі освіти 2017 року

У 2012 році за високі трудові досягнення відзначений почесною нагородою Міжнародного Академічного Рейтингу «Золота Фортуна» — медаллю «20 років Незалежності України».